# Liste des évêques de Tursi-Lagonegro
Cette liste recense les évêques qui se sont succédé sur le siège de Tursi puis sur celui de Anglona lors du changement de l'évêché au XIIe siècle. Le pape Paul transfère le siège d'Anglona à la ville de Tursi par un décret du 8 août 1544, et le diocèse est appelé Anglona-Tursi. Par le décret de la Congrégation pour les évêques du 8 septembre 1976, la juridiction prend le nom de diocèse de Tursi-Lagonegro.

## Évêque de Tursi
- Michele (mentionné en 1050)
- Enghelberto (1065 - 1068)
- Leone
- Simeone (1074 - 1102)

## Évêque d'Anglona
- Pietro (mentionné en 1110)
- Giovanni I (mentionné en 1121)
- Giovanni II (1144 - 1146)
- Guglielmo I (1167 - 1168)
- Riccardo I (mentionné en 1172)
- Roboano (1179 - 1181)
- Anonyme (mentionné comme évêque élu en 1203)
- Anonyme (mentionné en 1215)
- Anonyme (mentionné comme évêque élu en 1216)
- Anonyme (mentionné en 1217 et en 1218)
  - Nicola (1219) évêque élu
- Pietro di Pisticci (1219 - 1221), déposé
- Anonyme (1221 - ?)
- Roberto, O.Cist (1241 - 1252)
  - Deodato di Squillace, O.F.M (1253 - 1255), évêque élu
- Giovanni Montefuscolo (1254 - 1259), nommé évêque de Nole
- Leonardo, O.Cist (1269 - 1274)
- Gualtiero (1295 - 1299), nommé archevêque de Tarante
- Marco (1302 - 1320)
- Silvestro da Matera (1322 - ?)
- Angiolo (1324 - ?)
- Francesco della Marra (1325 - 1330), nommé archevêque de Cosenza
- Guglielmo II (1330 - ?)
- Giovanni di Tricarico (1332 - ?)
- Riccardo II (1344 - ?)
- Filippo I (1363 - 1364)
- Filippo II (1364 - 1395)
- Giacomo (1399 - 1400), nommé évêque de Strongoli (it)
- Ruggiero de Marescolis (1400 - ?)
- Giovanni Caracciolo (1418 - 1439)
- Giacomo Casciano (1439 - ?)
- Louis Fenollet (1466 - 1467), nommé archevêque de Cagliari
- Louis Fenollet (1468 - 1471), nommé archevêque de Nicosie
- Giacomo Fiascone (1472 - 1500)
- Giacomo di Capua (1500 - 1507)
- Fabrizio di Capua (1507 - 1510)
- Giovanni Antonio Scozio (1510 - 1528)
  - Gian Vincenzo Carafa (1528 - 1536), administrateur apostolique
- Oliviero Carafa (1536 - 1542)
  - Guido Ascanio Sforza (1542 - 1542), administrateur apostolique

## Évêque d'Anglona-Tursi
- Berardino Elvino (1542 - 1548)
- Giulio De Grandis (1548 - 1560)
- Giovanni Paolo Amanio (1560 - 1580)
- Nicolò Grana (1580 - 1595)
- Ascanio Giacobazio (1595 - 1609)
- Bernardo Giustiniano (1609 - 1616)
- InnicoSiscara (1616 - 1619)
- Alfonso Gigliolo (1619 - 1630)
- Giovanni Battista Deto (1630 - 1631)
- Alessandro Deto (1632 - 1637)
- Marco Antonio Coccini (1638 - 1646), nommé évêque d'Imola
- Flavio Galletti, O.S.B.Vall (1646 - 1653)
- Francesco Antonio De Luca (1654 - 1667), nommé archevêque titulaire de Nazareth
- Matteo Cosentino (1667 - 1702)
- Domenico Sabbatino (1702 - 1721)
- Ettore Quarti (1721 - 1734), nommé évêque de Caserte
  - Siège vacant (1734-1737)
- Giulio Capece Scondito (1737 - 1762)
- Giovanni Pignatelli (1763 - 1778)
- Salvatore Vecchioni, C.O (1778 - 1818)
- Arcangelo Gabriele Cela (1819 - 1822)
- Giuseppe Saverio Poli (1824 - 1836)
- Antonio Cinque (1837 - 1841)
- Gaetano Tigani (1842 - 1847)
- Gennaro Acciardi (1849 - 1883)
- Rocco Leonasi (1883 - 1893)
- Serafino Angelini (1893 - 1896), nommé évêque d'Avellino
- Carmelo Pujia (1898 - 1905), nommé archevêque de Santa Severina
  - Siège vacant (1905-1908)
- Ildefonso Vincenzo Pisani, C.R.L (1908 - 1912)
- Giovanni Pulvirenti (1911 - 1922), nommé évêque de Cefalù
- Ludovico Cattaneo, O.M.I (1923 - 1928), nommé évêque d'Ascoli Piceno
- Domenico Petroni (1930 - 1935), nommé évêque de Melfi-Rapolla
- Lorenzo Giacomo Inglese, O.F.M.Cap (1935  - 1945)
- Pasquale Quaremba (1947 - 1956), nommé évêque de Gallipoli
- Secondo Tagliabue (1957 - 1970)
- Dino Tomassini (1970 - 1974), nommé évêque d'Assise
- Vincenzo Franco (1974 - 1976), nommé évêque de Tursi-Lagonegro

## Évêque de Tursi-Lagonegro
- Vincenzo Franco (1976 - 1981), nommé archevêque d'Otrante
- Gerardo Pierro (1981 - 1987), nommé évêque d'Avellino
- Rocco Talucci (1988 - 2000), nommé archevêque de Brindisi-Ostuni
- Francescantonio Nolè, O.F.M.Conv (2000 - 2015), nommé archevêque de Cosenza-Bisignano
- Vincenzo Carmine Orofino, (2016-   )

## Sources
- http://www.catholic-hierarchy.org